# Васильев, Игорь Евгеньевич (литературовед)
И́горь Евге́ньевич Васи́льев (род. 2 сентября 1947, Зырянка, Курганская область) — советский и российский литературовед, доктор филологических наук, профессор кафедры русской литературы XX и XXI веков филологического факультета Уральского федерального университета имени первого Президента России Б. Н. Ельцина.

## Биография
Игорь Евгеньевич Васильев родился 2 сентября 1947 года в семье служащих на станции Зырянка Медвежьевского (Новозаворинского) сельсовета Юргамышского района Курганской области, ныне посёлок входит в Чинеевский сельсовет того же района.
В 1971 году окончил филологический факультет Уральского государственного университета им. А. М. Горького.
В 1971—1973 годах — учитель в школах Берёзовского гороно Свердловской области.
В 1972—1976 годах — аспирант Уральского государственного университета им. А. М. Горького.
В 1976—1979 годах — преподаватель русского языка и литературы в Силезском университете в Катовицах (Польская Народная Республика).
С 1973 года — преподаватель Уральского госуниверситета: ассистент, доцент (1983). С 2007 года — профессор кафедры русской литературы XX века (ныне кафедрв русской литературы ХХ и XXI веков Уральского федерального университета имени первого Президента России Б. Н. Ельцина).
В 1980 году в Московском государственном педагогическом институте им. В. И. Ленина защитил кандидатскую диссертацию на тему: «Стихотворный сказ в советской литературе (На материале сов. поэзии 20—30-х годов)». C 14 января 1980 года — кандидат филологических наук.
В 1999 году в Уральском государственном университете им. А. М. Горького защитил докторскую диссертацию на тему: «Русский литературный авангард начала XX века (группа „41°“)». Специалист по истории русской авангардистской поэзии начала XX века. С 19 мая 2000 года — доктор филологических наук.
С 1996 года сотрудник Института истории и археологии Уральского отделения Российской академии наук (старший, затем ведущий научный сотрудник сектора истории литературы).
Член нескольких диссертационных советов по гуманитарным наукам (филологии, культурологии, искусствоведению), председатель ГЭК в Курганском государственном университете.

## Награды
- Почётный работник высшего профессионального образования Российской Федерации
- Почётная грамота Министерства образования Российской Федерации.
- Золотой Знак почёта Общества польско-советской дружбы
- Серебряный Знак «За заслуги перед Силезским университетом»
- Звание заслуженного работника Катовицкого воеводства
- Лауреат премии УрГУ за лучшую научно-исследовательскую работу (2002, книга «Русский поэтический авангард XX века»[3])
- Лауреат премии УрГУ за достижения в учебно-методической работе (1996, 2001)

## Основные труды
Игорь Евгеньевич Васильев автор более 120 научных публикаций. Печатается как литературовед с 1974 года.
- Васильев И. Е. Обэриуты: теоретическая платформа и творческая практика. — Свердловск: УрГУ, 1991. — 93 с. — 500 экз.[5]
- Васильев И. Е. Русский литературный авангард начала XX века (группа «41°»). — Екатеринбург: УрГУ, 1995. — 89 с. — ISBN 5-230-06752-7.[6]
- Васильев И. Е. Русский поэтический авангард XX века. — Екатеринбург: Издательство Уральского университета, 1999. — 315 с. — ISBN 5-7525-0719-7.
- Васильев И. Е. Русский поэтический авангард XX века. — Екатеринбург: Издательство Уральского университета, 2000. — 320 с. — ISBN 5-7525-1095-3.